# Wilhelm Furtwängler

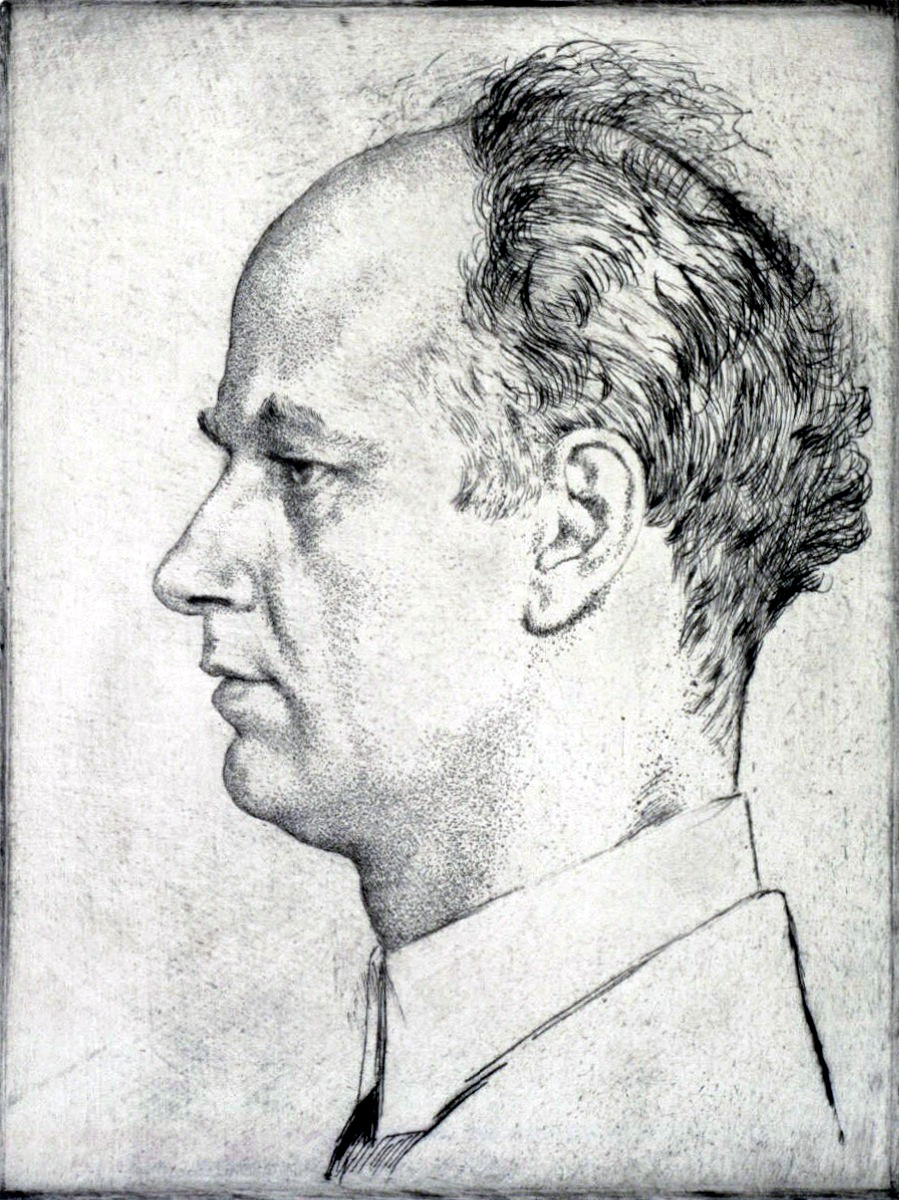
Portret door Emil Orlik, 1928

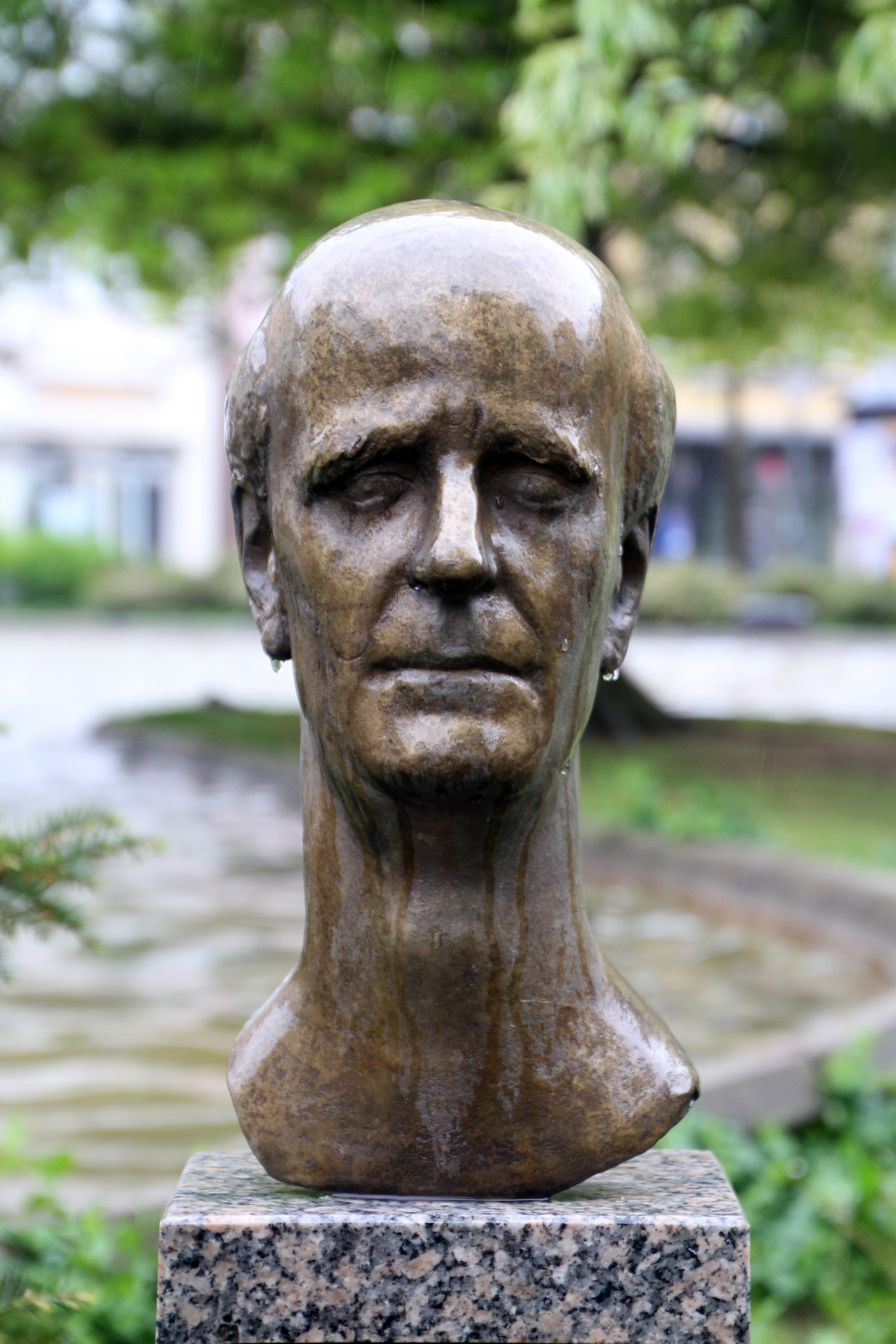
Borstbeeld van Wilhelm Furtwängler in Baden-Baden

Wilhelm Furtwängler (Berlijn, 25 januari 1886 – Ebersteinburg (Baden-Baden), 30 november 1954) was een Duits dirigent en componist. Hij geldt als een der grootste orkestleiders van zijn tijd, vooral als vertolker van de klassieke muziek uit de Duitse romantiek van onder anderen Ludwig van Beethoven, Richard Wagner, Johannes Brahms, Anton Bruckner en Richard Strauss.

## Levensloop
Furtwängler werd geboren in Berlijn, maar groeide op in München. Zijn vader Adolf, hoogleraar klassieke archeologie, doceerde aan de Ludwig Maximilians-Universiteit. Al op vroege leeftijd kreeg Furtwängler muziekles. Hij ontwikkelde een voorliefde voor de muziek van Beethoven.
Op twintigjarige leeftijd maakte Furtwängler zijn debuut als dirigent. Hij had toen al enkele composities op zijn naam staan. Zijn werk werd echter niet erg gewaardeerd. De financiële onzekerheid van het bestaan als componist deed hem besluiten zich te concentreren op het dirigeren. Hij werkte met een aantal orkesten in Duitsland, totdat hij in 1920 een vaste aanstelling kreeg bij de Staatskapelle Berlin. In 1922 volgde hij Arthur Nikisch op bij zowel het Gewandhausorchester te Leipzig als de Berliner Philharmoniker. Later werd hij muzikaal leider van de Wiener Philharmoniker, de Salzburger Festspiele en de Bayreuther Festspiele. Daarmee had hij alle topposities verzameld die een dirigent kon bereiken in het Duitsland en Oostenrijk van die dagen.
Furtwänglers houding ten opzichte van het nazisme is nog steeds onderwerp van debat. In eerste instantie stond hij kritisch ten opzichte van de nazi's, toen die in 1933 aan de macht kwamen. Hij zette zich bijzonder in voor Joodse musici. In 1934 dirigeerde hij de première van de symfonie Mathis der Maler van Paul Hindemith, maar nog in datzelfde jaar werd diens muziek door de nazi's geboycot, zodat de première van de gelijknamige opera, die in 1935 zou plaatsvinden, niet doorging. Uit protest nam Furtwängler ontslag bij zowel de Staatsoper Unter den Linden als de Berliner Philharmoniker. In 1936 werd hem de positie van eerste dirigent aangeboden bij de New York Philharmonic, waar hij Arturo Toscanini zou opvolgen. Het leek erop dat Furtwängler die positie zou aanvaarden, maar een bericht van de Berlijnse afdeling van Associated Press, mogelijkerwijs in opdracht van Hermann Göring, voorkwam dit. Daarin werd aangegeven dat Furtwängler opnieuw bij de Berlijnse Opera werkzaam was en in New York ontstond de indruk dat Furtwängler aanhanger was geworden van het nazisme. Bij gelegenheid van de verjaardag van Adolf Hitler in 1942 voerde hij, na een toespraak van Joseph Goebbels, met het orkest de Negende symfonie van Beethoven uit.
Tegen het einde van de oorlog vluchtte Furtwängler naar Zwitserland, waar hij na de oorlog bleef. In 1949 accepteerde hij de benoeming van chef-dirigent van het Chicago Symphony Orchestra. Het aanbod werd echter ingetrokken nadat prominente musici, onder wie Arturo Toscanini, George Szell, Vladimir Horowitz, Arthur Rubinstein, Isaac Stern en Alexander Brailowsky, gedreigd hadden het orkest te boycotten. Het werd hem kwalijk genomen dat hij in nazi-Duitsland een toppositie was blijven innemen. In 1952 keerde hij terug als chef-dirigent van de Berliner Philharmoniker, die in de tussenliggende jaren voornamelijk geleid waren door Sergiu Celibidache.
Furtwängler interpreteerde muziek op monumentale wijze. Ondanks een weinig precieze dirigeerslag bracht hij een groot charisma over op de orkestmusici. Zijn schriftelijke nalatenschap wordt bewaard in de Zentralbibliothek in Zürich.

## Composities

### Voor orkest
- Symfonie No. 1 in b-mineur
- Symfonie No. 2 in e-mineur
- Symfonie No. 3 in cis-mineur
- Ouverture in Es majeur
- Symfonisch Concerto voor piano en orkest

### Kamermuziek
- Pianokwintet in C-majeur
- Sonate voor viool No. 1 in d-mineur
- Sonate voor viool No. 2 in D-majeur

### Koren
- Te Deum voor koor en orkest

### Eigen publicaties
- J. Brahms, A. Bruckner (1941, vele herdr.)
- Gespräche über Musik (1948, div. herdr.)
- Der Musiker und sein Publikum (1955)
- Vermächtnis (1956, div. herdr.)

### Over Wilhelm Furtwängler (selectie)
- Dietrich Fischer-Dieskau, Jupiter und ich. Begegnungen mit Wilhelm Furtwängler, Berlin University Press, Berlin, 2009.
- Elisabeth Furtwängler, Über Wilhelm Furtwängler, F.A. Brockhaus, Wiesbaden, 1979.
- Berta Geissmar, Musik im Schatten der Politik: Erinnerungen, Atlantis Verlag, Zürich, 1945.
- Daniel Gillis, Furtwängler and America, Manylands Books, Woodhaven, New York, 1970.
- Herbert Haffner, Wilhelm Furtwängler. Im Brennpunkt von Macht und Musik, Wolke, Hofheim, 2020.
- Karla Höcker, Die nie vergessenen Klänge. Erinnerungen an Wilhelm Furtwängler, Arani, Berlin, 1982
- John Hunt, The Furtwängler sound: composer discography, chronological discography, Hunt, London 1996.
- Sebastian Krahnert (red.), Furtwängler-Studien I. Symposium der 1. Wilhelm Furtwängler-Tage. Ries und Erler, Berlin 1998.
- Gottfried Kraus (red.), Ein Maß, das heute fehlt: Wilhelm Furtwängler im Echo der Nachwelt, Müller, Salzburg, 1986.
- Klaus Lang, Wilhelm Furtwängler und seine Entnazifizierung, Shaker Media, Aachen, 2012.
- Joachim Matzner, Furtwängler. Analyse, Dokument, Protokoll, Atlantis-Musikbuch-Verlag, Zürich, 1986.
- Peter J. Pirie, Furtwängler and the Art of Conducting, Duckworth, London, 1980.
- Fred K. Prieberg, Kraftprobe. Wilhelm Furtwängler im Dritten Reich, Brockhaus, Wiesbaden, 1986.
- Sam H. Shirakawa: The devil’s music master – the controversial life and career of Wilhelm Furtwängler, Oxford University Press, New York, 1992.